# PRIDE Fighting Championships
PRIDE Fighting Championships (también conocida como PRIDE o PRIDE FC) fue una organización de artes marciales mixtas con base en Japón fundada en 1997. Durante sus diez años de actividad, PRIDE se destacó como la promoción de MMA más grande y exitosa del mundo, celebrando más de sesenta eventos que se transmitieron a alrededor de cuarenta países del globo y batiendo récords históricos de audiencia, con alrededor de setenta mil personas en la coproducción entre PRIDE y K-1 “Shockwave/Dynamite” llevada a cabo en agosto del 2002. PRIDE aglutinó en su plantel a los mejores luchadores del mundo, y fue llamada «la Meca de las MMA».
En marzo de 2007, “Dream Stage Entertainment” vendió PRIDE a Lorenzo y Frank Fertitta, dueños asociados de Zuffa, que poseía la organización rival Ultimate Fighting Championship (UFC). Mientras que seguían siendo entidades separadas legalmente con gerencias separadas, las dos organizaciones se reunieron para crear una fusión, sin embargo, el mencionado arreglo nunca se materializó, y en octubre del 2007 el personal de PRIDE Japonés fue despedido; Marcando así el fin de PRIDE como una organización activa de peleas de las MMA; Consecuentemente el personal que conformaba PRIDE se unió a la patente de compañía Fighting and Entertainment Group. Esta nueva organización fundada el febrero del 2008 titulada “DREAM”.

## Historia
En 1997, después de que la popular empresa de shoot-style Union of Wrestling Forces International (UWF-i) cerrase sus puertas, su director Nobuhiko Takada contactó con los empresarios Hiromichi Momose, Nobuyuki Sakakibara y Naoto Morishita para formar Kakutogi Revolution Spirits, una compañía de artes marciales mixtas (MMA), con el objetivo de enfrentar a Takada contra el peleador brasileño Rickson Gracie. Este último era ya conocido en Japón por haber derrotado años antes a otro representante de UWF-i, Yoji Anjo, y se esperaba que Takada le vengase. 

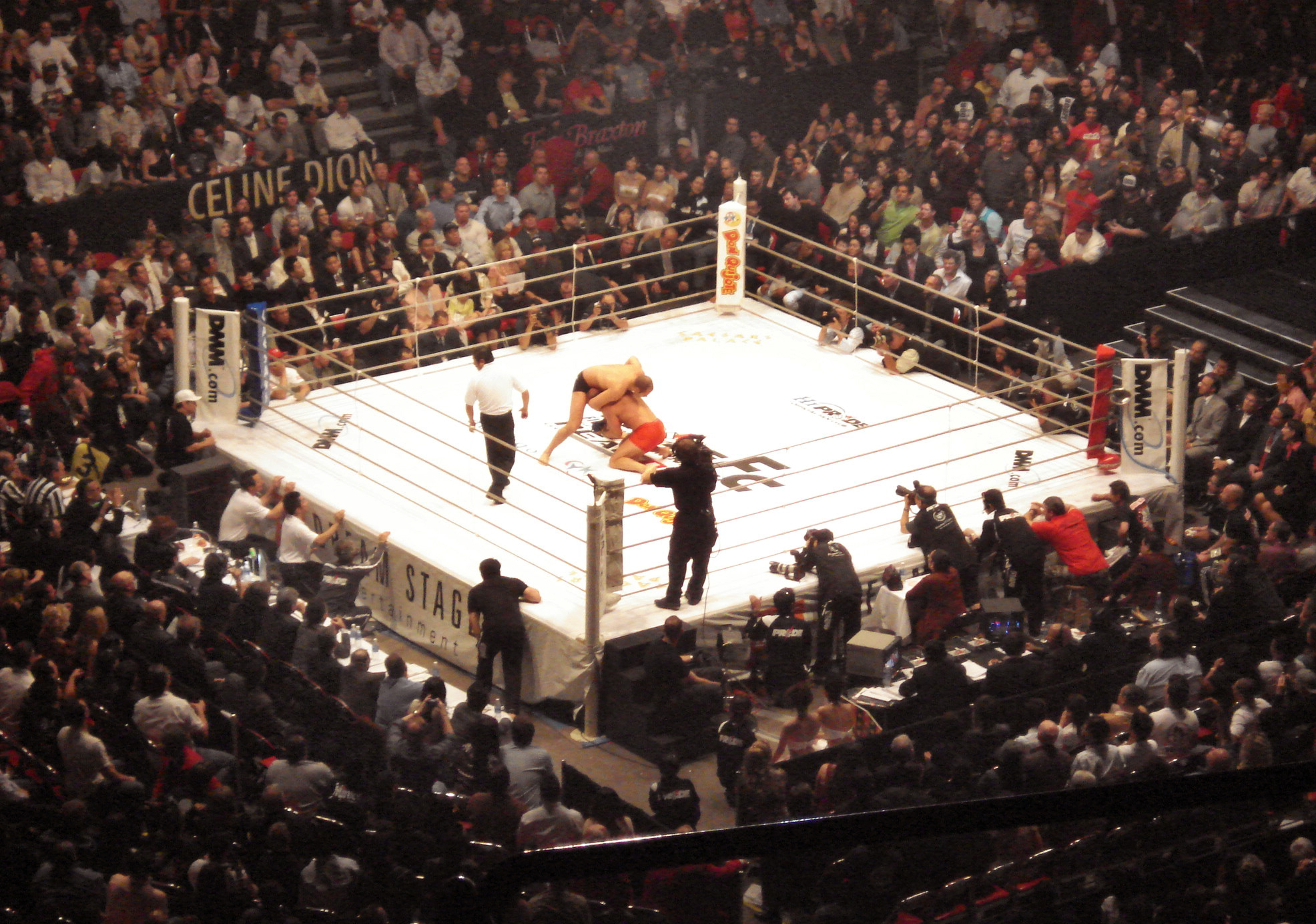
Fedor Emelianenko y Mark Coleman en un combate.

El primer evento de KRS fue llamado PRIDE y estuvo protagonizado por varios de los mejores luchadores de la época, incluyendo peleas de kickboxing; su culmen fue la lucha entre Takada y Gracie, en la que el brasileño salió victorioso. A pesar de ello, el evento había atraído a más de 47,000 fanes al Tokyo Dome, y había presentado lo que sería la nueva cara de las MMA a nivel internacional.
Gracias al éxito del primero, KRS produjo más eventos con la misma dinámica, trayendo a veteranos de Ultimate Fighting Championship como Mark Kerr y Marco Ruas, luchadores profesionales como Kazushi Sakuraba y Yuhi Sano, y peleadores de variados trasfondos. El evento principal de PRIDE 2 había sido programado como Kerr contra el hermano de Rickson, Royce Gracie, pero este no pudo competir debido a una lesión, y tuvo que ser sustituido por Branko Cikatić. PRIDE 3 marcó el retorno de Takada y la primera victoria mayor de Sakuraba, que con el tiempo se convertiría en el as de PRIDE. Tras tres eventos exitosos, KRS celebró una revancha entre Takada y Rickson, en la que, tras una larga y encarnizada pelea, Gracie volvió a vencer.
Poco antes de PRIDE 5 en 1999, Kakutogi Revolution Spirits desapareció, y se fundó otra empresa madre para PRIDE, que recibió el nombre de Dream Stage Entertainment. Pride FC firmó un contrato con Fuji TV para retransmitir por televisión un evento cada mes, también se firmó el acuerdo con SKY Perfect TV para retransmitir los eventos mundialmente mediante pago por visión. Esto trajo la época dorada de Pride FC con campeones en 4 divisiones y la disputa del primer Grand Prix en el 2000, también llegaron cambios al formato de los eventos: se añadieron normas y 3 jueces y se empezaron a televisar los eventos en cadenas importantes de Japón. PRIDE introdujo 4 categorías de peso, algo que hasta entonces no había sido utilizado, pero siguió sin imponer límites en las peleas por lo que era fácil ver luchas entre contendientes de distintos pesos, algo casi totalmente novedoso en las artes marciales mixtas.

## Categorías de peso
Aunque dentro de PRIDE FC podían enfrentarse luchadores de diferentes categorías de peso, existían cuatro categorías diferentes que definían la lucha por el cinturón de campeón de dicho peso, y los Grand Prix, que también se diferenciaban por categoría de peso. Las categorías eran las siguientes:
- peso pesado (+93 kg - sin límite)
- peso mediano (+83 kg - 93 kg)
- peso wélter (+73 kg - 83 kg)
- peso ligero (-73 kg)

## Reglamento

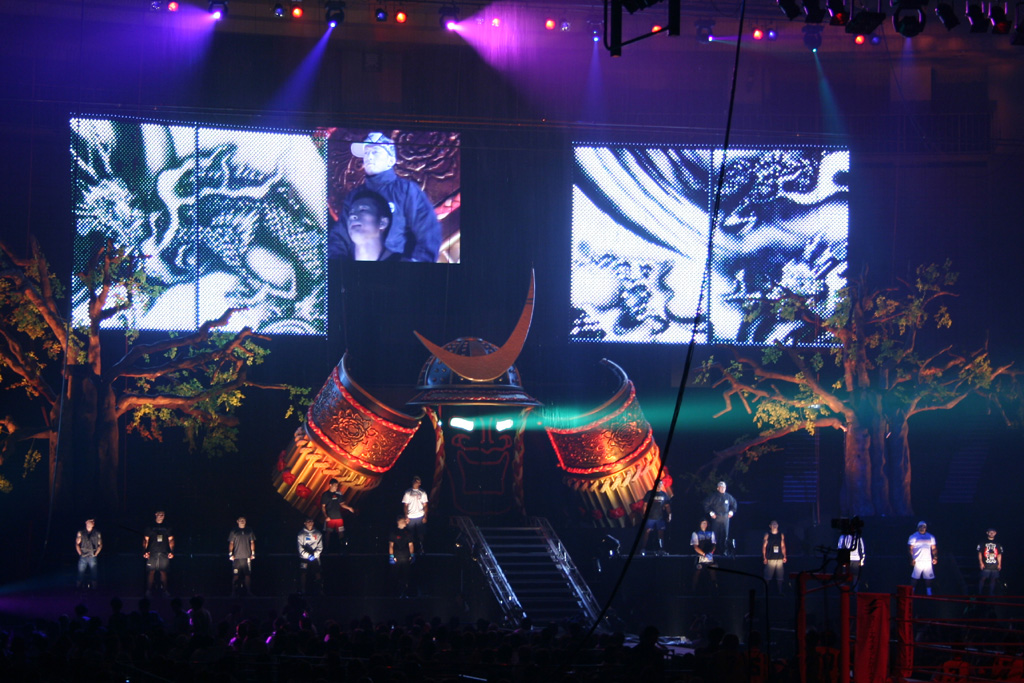
Entrada de un luchador en 2005.

Aparte de las tradicionales reglas deportivas (no atacar a los ojos y la entrepierna,  morder, tirar del pelo o retorcer los dedos), PRIDE contó con un reglamento de MMA inusualmente abierto en el Japón de la época de sus inicios, que difería del usado en Estados Unidos por la Ultimate Fighting Championship.

### Atuendo
- No está permitido llevar espinilleras, o calzado que no consista en zapatillas bajas o zapatos de lucha.
- Se exige llevar guantillas, de varias modalidades, así como protección bucal.
- Está permitido llevar gi, tanto completo como sólo una parte.
- No está permitida la aplicación de aceite, loción, spray, vaselina o cualquier tipo de sustancia destinada a dificultar el agarre, ni en la piel ni en la ropa.

### Técnica
- No están permitidos los codazos. Sólo en eventos que tuvieran lugar en Estados Unidos
- No están permitidos los cabezazos.
- No están permitidos los golpes con el antebrazo.
- No están permitidos los golpes a la nuca o a la parte trasera del cuello.
- No están permitidos los rodillazos a la cabeza de un oponente en el suelo. Sólo en eventos que tuvieran lugar en Estados Unidos
- No están permitidas las patadas bajas o los pisotones a la cabeza de un oponente en el suelo. Sólo en eventos que tuvieran lugar en Estados Unidos
- No está permitido arrojar intencionalmente al oponente del cuadrilátero, aunque sí si fuera considerado como consecuencia de una técnica legal.
- No está permitido abandonar intencionalmente el cuadrilátero.
- No está permitido tocar intencionalmente las cuerdas del cuadrilátero.
- No está permitido ejercer una conducta evidentemente no destinada a intentar ganar la lucha.
- Si uno o ambos participantes en la lona se acercan demasiado a las cuerdas, han de reposicionarse en el centro del cuadrilátero tal como estaban.

### Victoria
Los combates podían tener varios resultados.
- Sumisión
  - El participante se rinde, ya sea por tapout o verbalmente.
- Sumisión técnica
  - El participante cae inconsciente en una sumisión.
  - Brazos, piernas o cualquier otra parte del cuerpo del participante han sufrido daño o están en peligro inminente de sufrir daños graves.
- KO
  - El participante cae inconsciente o no puede continuar inmediatamente con la lucha como consecuencia de un golpe legal.
- TKO o KO técnico
  - Parada del árbitro: el árbitro detiene la lucha cuando un participante está recibiendo golpes sin tener la capacidad de defenderse de forma inteligente.
  - Parada del médico: el árbitro detiene la lucha cuando el médico del cuadrilátero certifica que un participante no puede continuar con la lucha.
  - Parada del equipo: el árbitro detiene la lucha cuando el equipo de un participante arroja la toalla.
- Decisión
  - Agotado el tiempo de la lucha sin que haya ocurrido finalización u otro tipo de resultado, los jueces estipulan el ganador sobre la base de su rendimiento. La lucha es juzgada en su totalidad y no ronda por ronda (excepto en eventos que tuvieran lugar en Estados Unidos). Los criterios de decisión son, en orden de prioridad:
    - El esfuerzo realizado para finalizar la lucha por nocaut, TKO o sumisión.
    - Daño infligido al oponente.
    - Control de la lucha de pie y a ras de lona.
    - Derribos realizados y evitados.
    - Agresividad.
    - Peso, en caso de que la diferencia de peso entre los participantes sea de 10kg o más.

  - Si el árbitro detiene la lucha en la segunda o tercera ronda cuando un participante ha realizado una acción ilegal, pero claramente no intencional, que tiene como consecuencia la imposibilidad de seguir con la lucha, los jueces estipulan el ganador sobre la base de su rendimiento según dichos criterios.
- Descalificación
  - El árbitro detiene la lucha cuando un participante está realizando o ha realizado acciones ilegales más allá de las tres tarjetas de advertencia (amarilla, amarilla y roja; en ocasiones especiales, se sustituye la amarilla por la verde, que sustrae un 10% del estipendio del participante penalizado) o con plena intencionalidad.
- Sin resultado
  - Ambos participantes son descalificados.
  - El árbitro detiene la lucha en la primera ronda cuando un participante ha realizado una acción ilegal, pero claramente no intencional, que tiene como consecuencia la imposibilidad de seguir con la lucha.

### Duración de la pelea
En PRIDE, los combates consistían en tres rondas, la primera de diez minutos y las dos restantes de cinco minutos. Descansos entre ronda y ronda consistían en dos minutos. En eventos celebrados en los Estados Unidos, los combates no titulares consistían en tres rondas de cinco minutos, y los titulares, cinco rondas de cinco minutos, ambos con un minuto de descanso entre ronda y ronda.
Cuando dos peleas de un torneo tenían lugar en el mismo evento, o cuando formaban parte de PRIDE Bushido, éstas consistían en sólo dos rondas, la primera de diez y la segunda de cinco.

## Campeones finales

### Divisiones por peso
| División    | Peso           | Campeón           | Desde el                                       | Defensas del título |
| ----------- | -------------- | ----------------- | ---------------------------------------------- | ------------------- |
| peso pesado | sin límite     | Fedor Emelianenko | 16 de marzo de 2003 (PRIDE 25)                 | 3                   |
| peso medio  | 93 kg (205 lb) | Dan Henderson     | 24 de febrero de 2007 (PRIDE 33)               | 0                   |
| peso wélter | 83 kg (183 lb) | Dan Henderson     | 31 de diciembre de 2005 (PRIDE Shockwave 2005) | 0                   |
| peso ligero | 73 kg (161 lb) | Takanori Gomi     | 31 de diciembre de 2005 (PRIDE Shockwave 2005) | 1                   |

### Torneos
Un asterisco (*) indica que el torneo fue también una pelea por el título.
| División/Año      | Campeón           | Finalista                | Evento                        |
| ----------------- | ----------------- | ------------------------ | ----------------------------- |
| Peso abierto 2000 | Mark Coleman      | Igor Vovchanchyn         | PRIDE Grand Prix 2000 Finals  |
| Peso medio 2003   | Wanderlei Silva   | Quinton Jackson          | PRIDE Final Conflict 2003     |
| Peso pesado 2004  | Fedor Emelianenko | Antônio Rodrigo Nogueira | PRIDE Shockwave 2004*         |
| Peso medio 2005   | Maurício Rua      | Ricardo Arona            | PRIDE Final Conflict 2005     |
| Peso wélter 2005  | Dan Henderson     | Murilo Bustamante        | PRIDE Shockwave 2005*         |
| Peso ligero 2005  | Takanori Gomi     | Hayato Sakurai           | PRIDE Shockwave 2005*         |
| Peso abierto 2006 | Mirko Filipović   | Josh Barnett             | PRIDE Final Conflict Absolute |
| Peso wélter 2006  | Kazuo Misaki      | Denis Kang               | PRIDE Bushido 13              |